# Suara
Suara, née le 3 août 1979 à Toyonaka au Japon, est une chanteuse japonaise.
Elle travaille sous le label FIX Records, produit par Lantis.
Elle se fit connaître grâce à トモシビ (Tomoshibi), le générique de fin de l'anime To Heart 2. Juste après, elle sortit son 1er mini-album アマネウタ (Amane Uta). Mais c'est surtout grâce à son 1er single, 夢想歌 (Musōka, « Le chant des rêves ») qui est le générique de début de l'anime うたわれるもの (Utawarerumono, « Ce qui est chanté ») qu'elle fut reconnue par un large public.
Son 2e album 夢路 (Yumeji, « Rêvant » ou « Le chemin du rêve ») sortit le 27 septembre 2006, il contient entre autres 夢想歌 (Musōka) et キミガタメ (Kimi ga Tame) qui fut utilisé comme Insert Song à l'épisode 26 de Utawarerumono. La version limitée de l'album contient en plus le morceau MOON PHASE.
Son 2e single 光の季節 (Hikari no Kisetsu, « La saison de lumière ») qui fait office de générique de début de l'anime あさっての方向。(Asatte no Hōkō, « La direction d'après-demain ») n'a fait que confirmer son immense talent.
Le 3e single de Suara, intitulé 一番星 (Ichiban Boshi, « La première étoile ») qui est le générique de début de l'OVA To Heart 2, est sorti le 28 février 2007.
Son 4e single BLUE／蕾 -blue dreams- (BLUE/Tsubomi -blue dreams-) sorti le 24 octobre 2007 est le générique de début et de fin de l'anime Blue Drop.
Son 5e single 忘れないで (Wasurenaide, « N'oublie pas ») sorti le 23 janvier 2008 est le second générique de fin de l'anime KimiKiss ~Pure Rouge~.

### Interviews
- Kochipan